# Olympische Sommerspiele 1956/Radsport – Sprint Bahn (Männer)
Bei den Olympischen Spielen 1956 in der australischen Metropole Melbourne wurde vom 3. bis 6. Dezember der Sprint im Radsport für Männer ausgetragen.
19 Sportler aus 19 Nationen ermittelten im Melbourner Olympic Park Velodrome den Olympiasieger: Es gewann der Franzose Michel Rousseau vor dem Italiener Guglielmo Pesenti und dem Australier Dick Ploog.

## Zeitplan
| Datum   | Rennen                   | Hinweise |
| ------- | ------------------------ | --- |
| 3. Dez. | Vorläufe                 | Die Gewinner (Q) der sechs Vorläufe qualifizierten sich direkt für die Viertelfinalläufe. Die acht zeitschnellsten Zweit- und Drittplatzierten (H) qualifizierten sich für die erste Runde der Hoffnungsläufe. |
| 3. Dez. | Hoffnungsläufe, Runde I  | Die Gewinner (Q) der vier Hoffnungsläufe qualifizierten sich für die zweite Runde der Hoffnungsläufe. |
| 3. Dez. | Hoffnungsläufe, Runde II | Die Gewinner (Q) der zwei Hoffnungsläufe qualifizierten sich für die Viertelfinalläufe. |
| 4. Dez. | Viertelfinalläufe        | Die Gewinner (Q) der vier Viertelfinalläufe qualifizierten sich für die Halbfinalläufe. |
| 4. Dez. | Halbfinalläufe           | Die Gewinner (Q) der zwei Halbfinalläufe qualifizierten sich für das Finale. Die Verlierer qualifizierten sich für das Rennen um Rang 3 und 4.                                                                 |
| 6. Dez. | Finale                   | |

## Vorläufe
Die Gewinner (Q) der sechs Vorläufe qualifizierten sich direkt für die Viertelfinalläufe, die acht zeitschnellsten Zweit- und Drittplatzierten (H) qualifizierten sich für die erste Runde der Hoffnungsläufe.

### Lauf 1
| Rang | Name             | Nation     | Zeit   | Hinweis |
| ---- | ---------------- | ---------- | ------ | ------- |
| 1    | Dick Ploog       | Australien | 11,4 s | Q       |
| 2    | Evrard Godefroid | Belgien    |        | H       |
| 3    | León Mejía       | Kolumbien  |        | H       |
| 4    | Lê Văn Phươc     | Südvietnam |        |         |

### Lauf 2
| Rang | Name                       | Nation              | Zeit   | Hinweis |
| ---- | -------------------------- | ------------------- | ------ | ------- |
| 1    | Michel Rousseau            | Frankreich          | 11,6 s | Q       |
| 2    | Hylton Mitchell            | Trinidad und Tobago |        | H       |
| 3    | Shazada Muhammad Shah-Rukh | Pakistan            |        | H       |

### Lauf 3
| Rang | Name            | Nation                 | Zeit   | Hinweis |
| ---- | --------------- | ---------------------- | ------ | ------- |
| 1    | Jack Disney     | Vereinigte Staaten     | 13,0 s | Q       |
| 2    | Keith Harrison  | Vereinigtes Königreich |        |         |
| 3    | Günther Ziegler | Deutschland            |        |         |

### Lauf 4
| Rang | Name              | Nation  | Zeit   | Hinweis |
| ---- | ----------------- | ------- | ------ | ------- |
| 1    | Guglielmo Pesenti | Italien | 11,8 s | Q       |
| 2    | Hernán Masanés    | Chile   |        | H       |
| 3    | Fred Markus       | Kanada  |        |         |

### Lauf 5
| Rang | Name            | Nation           | Zeit   | Hinweis |
| ---- | --------------- | ---------------- | ------ | ------- |
| 1    | Ladislav Fouček | Tschechoslowakei | 12,4 s | Q       |
| 2    | Warren Johnston | Neuseeland       |        | H       |
| 3    | Paul Nyman      | Finnland         |        |         |

### Lauf 6
| Rang | Name             | Nation                | Zeit   | Hinweis |
| ---- | ---------------- | --------------------- | ------ | ------- |
| 1    | Boris Romanow    | Sowjetunion           | 12,4 s | Q       |
| 2    | Thomas Shardelow | Südafrikanische Union |        | H       |
| 3    | Anésio Argenton  | Brasilien             |        | H       |

## Hoffnungsläufe, Runde I
Die Gewinner (Q) der vier Hoffnungsläufe der ersten Runde qualifizierten sich für die zweite Runde der Hoffnungsläufe.

### Lauf 1
| Rang | Name                       | Nation   | Zeit | Hinweis |
| ---- | -------------------------- | -------- | ---- | ------- |
| 1    | Evrard Godefroid           | Belgien  |      | Q       |
| 2    | Shazada Muhammad Shah-Rukh | Pakistan |      |         |

### Lauf 2
| Rang | Name             | Nation                | Zeit   | Hinweis |
| ---- | ---------------- | --------------------- | ------ | ------- |
| 1    | Thomas Shardelow | Südafrikanische Union | 12,8 s | Q       |
| 2    | León Mejía       | Kolumbien             |        |         |

### Lauf 3
| Rang | Name            | Nation              | Zeit | Hinweis |
| ---- | --------------- | ------------------- | ---- | ------- |
| 1    | Anésio Argenton | Brasilien           |      | Q       |
| 2    | Hylton Mitchell | Trinidad und Tobago |      |         |

### Lauf 4
| Rang | Name            | Nation     | Zeit   | Hinweis |
| ---- | --------------- | ---------- | ------ | ------- |
| 1    | Warren Johnston | Neuseeland | 12,4 s | Q       |
| 2    | Hernán Masanés  | Chile      |        |         |

## Hoffnungsläufe, Runde II
Die Gewinner (Q) der zwei Hoffnungsläufe qualifizierten sich für die Viertelfinalläufe.

### Lauf 1
| Rang | Name             | Nation     | Zeit   | Hinweis |
| ---- | ---------------- | ---------- | ------ | ------- |
| 1    | Warren Johnston  | Neuseeland | 12,0 s | Q       |
| 2    | Evrard Godefroid | Belgien    |        |         |

### Lauf 2
| Rang | Name             | Nation                | Zeit   | Hinweis |
| ---- | ---------------- | --------------------- | ------ | ------- |
| 1    | Thomas Shardelow | Südafrikanische Union | 12,6 s | Q       |
| 2    | Anésio Argenton  | Brasilien             |        |         |

## Viertelfinale
Die Gewinner (Q) der vier Viertelfinalläufe qualifizierten sich für die Halbfinalläufe. Als Gewinner galt, wer zuerst zwei von drei Rennen gewonnen hatte.

### Lauf 1
| Rang | Name             | Nation                | 1. Rennen | 2. Rennen | 3. Rennen | Hinweis |
| ---- | ---------------- | --------------------- | --------- | --------- | --------- | ------- |
| 1    | Michel Rousseau  | Frankreich            | 12,6 s    | 11,4 s    |           | Q       |
| 2    | Thomas Shardelow | Südafrikanische Union |           |           |           |         |

### Lauf 2
| Rang | Name        | Nation             | 1. Rennen | 2. Rennen | 3. Rennen | Hinweis |
| ---- | ----------- | ------------------ | --------- | --------- | --------- | ------- |
| 1    | Dick Ploog  | Australien         | 12,4 s    | 11,6 s    |           | Q       |
| 2    | Jack Disney | Vereinigte Staaten |           |           |           |         |

### Lauf 3
| Rang | Name              | Nation           | 1. Rennen | 2. Rennen | 3. Rennen | Hinweis |
| ---- | ----------------- | ---------------- | --------- | --------- | --------- | ------- |
| 1    | Guglielmo Pesenti | Italien          | 11,8 s    | 12,8 s    |           | Q       |
| 2    | Ladislav Fouček   | Tschechoslowakei |           |           |           |         |

### Lauf 4
| Rang | Name            | Nation      | 1. Rennen | 2. Rennen | 3. Rennen | Hinweis |
| ---- | --------------- | ----------- | --------- | --------- | --------- | ------- |
| 1    | Warren Johnston | Neuseeland  | 11,4 s    |           | 12,0 s    | Q       |
| 2    | Boris Romanow   | Sowjetunion |           | 12,0      |           |         |

## Halbfinale
Die Gewinner (Q) der zwei Halbfinalläufe qualifizierten sich für das Finale, die Verlierer qualifizierten sich für das Rennen um Rang 3. Als Gewinner galt, wer zuerst zwei von drei Rennen gewonnen hatte.

### Lauf 1
| Rang | Name            | Nation     | 1. Rennen | 2. Rennen | 3. Rennen | Hinweis |
| ---- | --------------- | ---------- | --------- | --------- | --------- | ------- |
| 1    | Michel Rousseau | Frankreich | 11,4 s    | 12,2 s    |           | Q       |
| 2    | Warren Johnston | Neuseeland |           |           |           |         |

### Lauf 2
| Rang | Name              | Nation     | 1. Rennen | 2. Rennen | 3. Rennen | Hinweis |
| ---- | ----------------- | ---------- | --------- | --------- | --------- | ------- |
| 1    | Guglielmo Pesenti | Italien    | 11,4 s    |           | 11,2 s    | Q       |
| 2    | Dick Ploog        | Australien |           | 12,2 s    |           |         |

## Finalrunde
Als Gewinner galt, wer zuerst zwei von drei Rennen gewonnen hatte.

### Rennen um Rang 3
| Rang | Name            | Nation     | 1. Rennen | 2. Rennen | 3. Rennen |
| ---- | --------------- | ---------- | --------- | --------- | --------- |
| 3    | Dick Ploog      | Australien | 11,6 s    | 11,4 s    | –         |
| 4    | Warren Johnston | Neuseeland |           |           | –         |

### Finale
Rousseau versuchte zunächst einen langen Stehversuch und gewann dann beide Läufe aus der Führungsposition heraus.
| Rang | Name              | Nation     | 1. Rennen | 2. Rennen | 3. Rennen |
| ---- | ----------------- | ---------- | --------- | --------- | --------- |
| 1    | Michel Rousseau   | Frankreich | 11,4 s    | 11,4 s    | –         |
| 2    | Guglielmo Pesenti | Italien    |           |           | –         |